# Elisabeth-Langgässer-Gymnasium

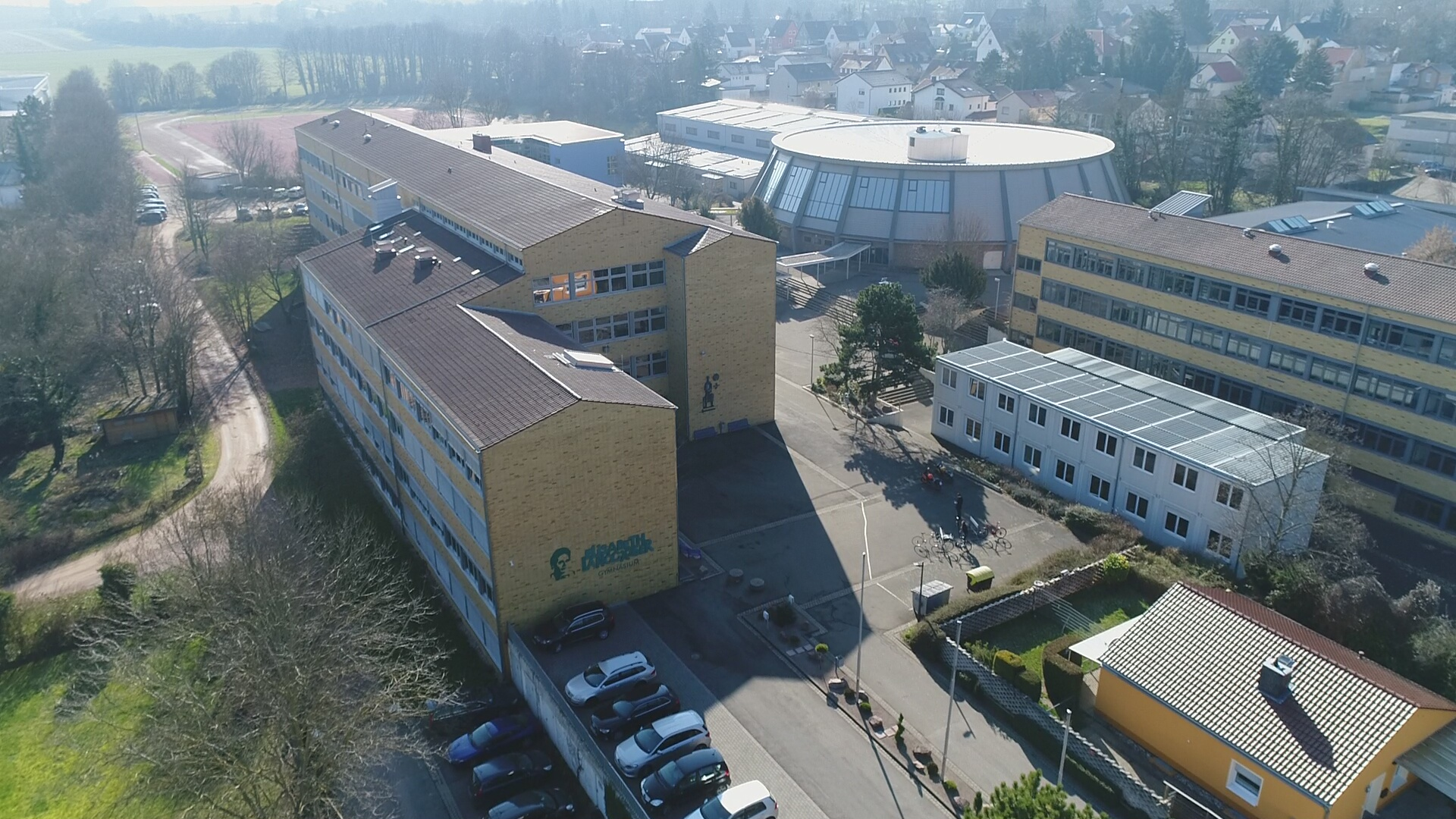
Luftbild des Elisabeth-Langgässer-Gymnasiums

Das Elisabeth-Langgässer-Gymnasium (ELG) in Alzey ist ein  Gymnasium mit sprachlichem und musikalischem Schwerpunkt. Zusätzlich stehen verschiedene Arbeitsgemeinschaften (AGs) zur Auswahl.
Die standortälteste Schule hieß zunächst Gymnasium an der Frankenstraße und trägt seit 1991 den Namen Elisabeth Langgässer – zu Ehren der Alzeyer Schriftstellerin.
Am ELG werden alle Schüler von der 5. bis zur 13. Jahrgangsstufe in einem Schulgebäude unterrichtet.

## Unterricht

### Sprachen
Am ELG wird Englisch ab der 5. Klasse unterrichtet. Für sprachbegabte Schüler gibt es einen zweistündigen englischsprachigen Zusatzunterricht. Dieser bilinguale Vorbereitungsunterricht wird von muttersprachlichen Lehrkräften erteilt. Ab der 7. Klasse folgt dann der eigentliche bilinguale Unterricht in einem gesellschaftswissenschaftlichen Fach (Erdkunde, Geschichte, Sozialkunde). Dieser kann bis zum Abitur belegt werden. Ein Ausstieg aus dem bilingualen Zug ist nach der 6. oder 10. Klasse regulär möglich.
Die verpflichtende zweite Fremdsprache (Französisch oder Latein) wird ab der 6. Klasse unterrichtet. Für sprachinteressierte Schüler steht ab der 9. Klasse die Möglichkeit, eine dritte Fremdsprache zu erlernen: Französisch, Latein oder Spanisch.

### Bläserprojekt / Musik
Das Bläserprojekt bildet einen weiteren Schwerpunkt der Schule. Schüler, die sich dafür interessieren, erlernen innerhalb des normalen Musikunterrichts in Klasse 5 und 6 ein Blasinstrument. Zur Verfügung stehen: Oboe, Querflöte, Klarinette, Saxophon, Horn, Trompete, Posaune und die Tuba. Die Schüler erlernen im Bläserprojekt die erforderlichen theoretischen Grundlagen, im Mittelpunkt steht dabei das gemeinsame Musizieren. Dafür ist im ersten Jahr ein zusätzlicher Nachmittagsunterricht vorgesehen. Das Bläserprojekt ist mit anderen Schwerpunkten (bilingualer Vorbereitungsunterricht, Ganztagsschule) frei kombinierbar. Zusätzlich besteht die Möglichkeit, sich im Orchester, in der Big Band oder der Rock Band musikalisch weiterzuentwickeln.

### Ganztagsschule
Seit Beginn des Schuljahres 2009 / 2010 ist das ELG Ganztagsschule (GTS) in Angebotsform. Das Ganztagsangebot beginnt nach dem Ende des Vormittagsunterrichts mit dem gemeinsamen Essen in der Mensa der Gymnasien. Anschließend folgt eine betreute „Lernzeit“ zum Erledigen der Hausaufgaben. Außerdem werden den Kindern am Nachmittag auch sogenannte HoPs (Handlungsorientiertes Projekte) angeboten, in welche sich die Schüler nach Belieben einwählen können. Zur Wahl stehen Bereiche, wie Sport, Sprache, Spiele, Musik oder Kunst. Der GTS-Tag endet an vier Tagen der Woche (Montag bis Donnerstag) um 15.45 Uhr.

### Sportklassen
Sportklassen haben in den Klassenstufen 5 und 6 ein erweitertes Sportprogramm von vier Wochenstunden. Die Schwerpunkte liegen in einer Ausbildung in den Bereichen (Geräte-)Turnen, Schwimmen, Leichtathletik und Ballsportarten.

### MSS / Oberstufe
In Klasse 10 können sich die Schüler im Rahmen der Mainzer Studienstufe (MSS) in drei Leistungskurse und passende Grundkurse einwählen. In Kooperation mit dem Gymnasium am Römerkastell (RöKa) können hierbei die meisten Wünsche berücksichtigt werden.

### Bibliothek
Die Bibliothek ist Teil der gemeinsamen Mensa von ELG und RöKa. Auf zwei Etagen gibt es hier Schul- und Sachbücher, Nachschlagewerke, aber auch Jugendbücher, Filme und Spiele zum Ausleihen.

### Freizeitangebote
In Arbeitsgemeinschaften (AGs) und der Schülervertretung können sich Schüler auch außerschulisch verwirklichen und das gemeinsame Schulleben mitgestalten.
Zur Auswahl stehen u. a. Abenteuer-AG, Zirkus-AG, Kletter-AG, Lauf-AG, Schulsanitätsdienst, Musical-AG, Theater-AG, Medienscouts, Chor-AG, Big Band, Orchester, Badminton-AG und Robotik-AG.

## Geschichte
Die Schule wurde am 30. Januar 1841 gegründet und ist damit ältestes Gymnasium in Alzey.
Mit der Einrichtung des Nachbargymnasiums (1914 als Mädchenschule) ward sie die Schule für Jungen. Traditionelle Schwerpunkte waren Sport und Naturwissenschaften.
1991 erfolgte die Namensänderung von Gymnasium an der Frankenstraße zu Elisabeth-Langgässer-Gymnasium zu Ehren und Angedenken der Alzeyer Schriftstellerin. Die Namensgebung galt auch als Programm für eine neue Profilierung der Schule im literarisch / sprachlichen Bereich.
Im Schuljahr 1995/96 begann der bilinguale Zug in zwei parallelen 5. Klassen als „Erweiterter Englischunterricht“.
2012/13 war die Inbetriebnahme der gemeinsamen Mensa der Alzeyer Gymnasien.

## Auszeichnungen
- Das ELG ist seit 2015 Europaschule und organisiert jährlich einen „Europatag“ für die Schüler der Oberstufe.
- Das Elisabeth-Langgässer-Gymnasium ist seit 2014 Medienscoutsschule.rlp und organisiert regelmäßig Informationsveranstaltungen zu Themen des Jugendmedienschutzes in den Klassen 5 und 6.
- Das ELG ist ausgezeichnete CertiLingua-Schule.
- Seit 2018 ist das ELG Teil der Initiative Schule ohne Rassismus – Schule mit Courage.[8]
- 2020 wurde das ELG als digitale Schule ausgezeichnet.[9]

## Bekannte Persönlichkeiten
Lehrkräfte:
- Waldemar Grosch (* 1958), Historiker, von 1991 bis 1994 unterrichtete er als Studienrat Geschichte, Deutsch und katholische Religion
- Thomas Barth (* 1977), Politiker, von 2006 bis 2017 unterrichtete er Französisch und Spanisch und leitete die dortige Mittelstufe.

Schülerinnen und Schüler:
- Volker Gallé (* 1955), Mundartautor und -liedermacher, Abitur am Gymnasium an der Frankenstraße
- Bernd Käpplinger (* 1972), Erziehungswissenschaftler, Abitur 1992
- Fabienne Michel (* 1994), DFB-Schiedsrichterin
- Thomas Koch (* 1961), Vorsitzender Richter am Bundesgerichtshof und Honorarprofessor der Universität Köln